# Mordwienen

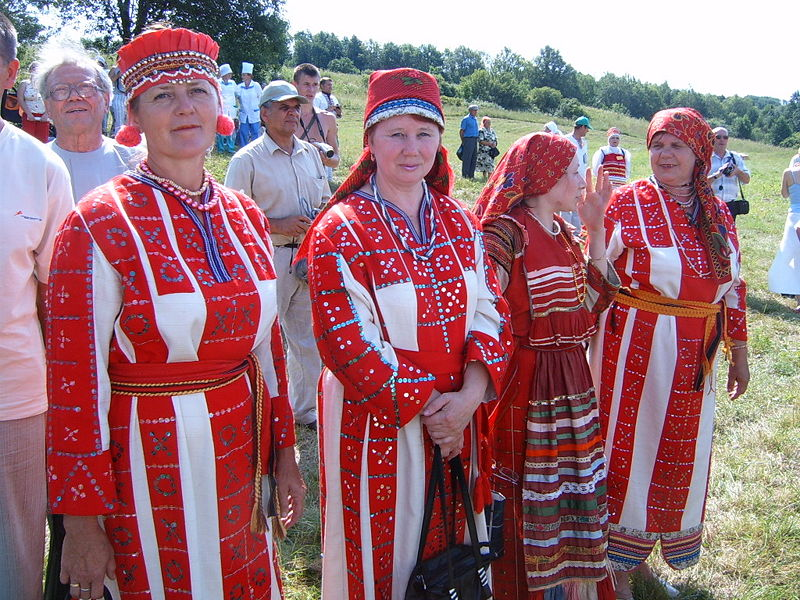
Erzjaanse vrouwen in klederdracht in de Russische oblast Penza

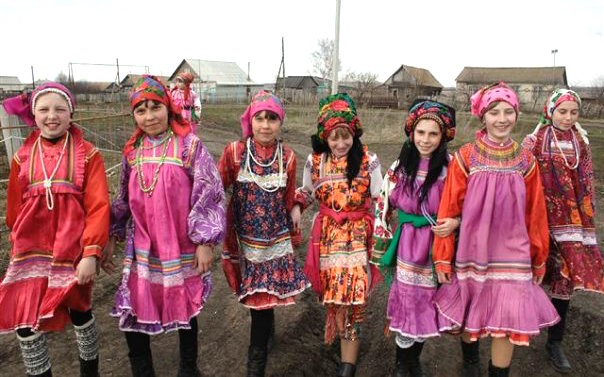
Moksjaanse meisjes in klederdracht

globale verspreiding van de Fins-Permische volkeren omstreeks 1000 AD
Tsjoeden
Wepsen
Komi
Merja
Mari
Mesjtsjera
Moeroma
Mordwienen

De Mordwienen of Mordvienen (Russisch: Мордва; Mordva) zijn een volk uit de streek ten oosten van de Wolga. Zij bewonen het gebied tussen Oekraïne en Centraal-Azië.
De benaming Mordwienen is een exoniem waaronder twee volkeren worden gegroepeerd, waarvan het niet vaststaat dat ze dezelfde oorsprong hebben:
- De Moksjanen, afkomstig uit het gebied van de Moksja.
- De Erzjanen, afkomstig uit het gebied van de rivier Soera.

## Demografie
De  Mordwienen zijn, met 745.000 personen (2010), de belangrijkste van de Fins-Oegrische volkeren van Rusland.
Toch maken zij slechts 33% uit van de bevolking van "hun" republiek Mordovië. Samen met 5% Tataren en 61% Russen, wonen slechts 28% van de Mordwienen in Mordovië zelf. De Mordwienen zijn in meerderheid orthodox.

## Talen
De Mordwiense talen behoren tot de Fins-Oegrische talen en zijn onderverdeeld in twee takken: het Erzja en het Moksja.

## Geschiedenis
Tot de 15e eeuw werden de Mordwienen geregeerd door de Wolga-Tataren van Kazan. Tot bij de komst van Russen, verspreidden zij zich in kleinere groepen naar het oosten.

## Androphagi
Er zijn theorieën dat de Androphagi die genoemd werden door Homeros de Mordwienen waren.
Abazijnen ·
Abchaziërs ·
Achvachen ·
Adygeeërs ·
Aino ·
Aleoeten ·
Aljoetoren ·
Altaj (Oirot) ·
Andi ·
Armeniërs ·
Avaren ·
Azerbeidzjanen·
Balkaren ·
Baraba ·
Basjkieren ·
Bergjoden ·
Boerjaten ·
Chakassen ·
Chanten ·
Chinezen ·
Dargienen ·
Dolganen ·
Enetsen ·
Evenen ·
Evenken ·
Georgiërs ·
Grieken ·
Ingoesjen ·
Ingriërs ·
Itelmenen ·
Jakoeten ·
Joden ·
Joekagieren ·
Joepiken ·
Kabardijnen ·
Kalmukken ·
Kamtsjadalen ·
Karatsjajers ·
Kareliërs ·
Kazachen ·
Kereken ·
Ketten ·
Komi ·
Koreanen ·
Korjaken ·
Korjo-saram ·
Krim-Tataren ·
Lezgiërs ·
Mansen ·
Mari (Tsjeremissen) ·
Meschetische Turken ·
Mordwienen ·
Nanai ·
Negidalen ·
Nenetsen (Joeraken) ·
Nganasanen ·
Nivchen (Giljaken) ·
Nogai ·
Oedegen ·
Oedmoerten ·
Oekraïners ·
Oeltsjen ·
Oezbeken ·
Oroken ·
Orotsjen ·
Osseten ·
Polen ·
Pomoren ·
Rusland-Duitsers (inclusief Wolga-Duitsers) ·
Russen ·
Samen (Lappen) ·
Selkoepen ·
Sjoren ·
Sojoten ·
Tabassaranen ·
Perzen (Tadzjieken) ·
Taten ·
Teleoeten ·
Tofalaren ·
Tsachoeriërs (Caxur) ·
Tsjerkessen ·
Tsjetsjenen (Noxchi) ·
Tsjoektsjen ·
Tsjoelymen ·
Tsjoevanen ·
Tsjoevasjen ·
Turkmenen ·
Toevanen ·
Wepsen ·
Belarussen (Wit-Russen) ·
Wolga-Tataren ·
Woten